# Isa Mosquera
Isa Katerine Mosquera López nació el 5 de junio de 1986 en Medellín, Colombia. Fue integrante del grupo colombiano Escarcha del reality show Popstars, y ex Disc Jockey de la emisora Los 40 Principales. Actualmente es actriz en Caracol Televisión y Locutora de la emisora virtual Coca-Cola FM Colombia.

## Biografía
Nació el 5 de junio de 1986 en Medellín, Colombia y realizó sus estudios escolares en el Colegio Colombo Británico de dicha ciudad. Estudió inglés en el colegio Mount Scholastic Academy en Kansas City cuando estaba en primaria. A la edad de 4 años ingresó al grupo Musical Cantoalegre del Colegio de Música de Medellín en el cual desarrolló y sembró todo su talento musical. Con Cantoalegre realizó ocho discos infantiles e innumerables presentaciones musicales por más de 11 años. Estudió música con énfasis en canto en la Escuela de Música y Audio Fernando Sor. 
Con el grupo de pop Escarcha realizó más de 25 conciertos en varias ciudades del país. Luego presentó el programa Empelicúlate con Buen Cine de Citytv. Estuvo como invitada especial dos veces presentando el programa infantil Bichos Biches de RCN. En 2005 pasó a ser la presentadora principal del programa Cromosos de la Franja Juvenil de Señal Colombia, programa en el cual también debía actuar. Luego de la desintegración de Escarcha, terminó el colegio y presentó los programas Sin Cédula y el Concurso de Ortografía de EL TIEMPO (ambos por Citytv) al igual que Cromosomos (Señal Colombia); al mismo tiempo, grabó singles y cantó en bares. 
Realizó en 2005 una actuación especial en la obra de teatro El Espantapájaros Que Quería Ser Rey con el RT Estudio de actuación bajo la dirección de Vilma Sánchez. 
Junto con su excompañera de Escarcha, Laura Mayolo, se inscribió al concurso Latin American Idol, donde perteneció al grupo de los 10 finalistas, pero fue eliminada el 14 de septiembre de 2006, siendo el tercer concurso al que se apunta. Siendo los dos primeros el reality Popstars (del cual salió Escarcha) y otro para trabajar como DJ en la emisora Los 40 Principales (Colombia), ocupando finalmente ese cargo.
En 2008 participó en el Musical La tiendita del horror en el papel de Chiffon con la dirección musical de César Escola y la producción de María Cecilia Botero.
En marzo de 2008 Isa se une al concierto Básico de Navidad, una noble causa en la Plaza de Toros de Bogotá, Colombia. Entre sus canciones más destacadas están Me Lleva y Me Mata (primera canción de la artista lanzada en octubre de 2007). También está Yo Tengo La Llave (del grupo Wamba), en la que cantó junto con otros artistas como Sin Ánimo De Lucro y Naty Botero.
A mediados del 2010 se retira de Los 40 Principales. Para convertirse en presentadora del Canal RCN del Programa Rico al Instante trabajando al lado de Jota Mario Valencia.
En 2011 se convierte en actriz de la telenovela 3 Milagros con el personaje de La Negra y en 2012 sin dejar de ser parte del Canal RCN sigue en su trayectoria como cantante y regresa a la radio como Locutora en la emisora virtual Coca-Cola FM Colombia presentando el programa HASHTAG.
En 2014 se interpreta a ella misma en el musical Avenida Q, estrenado el 20 de agosto en el Teatro Bellas Artes de Cafam, Floresta en Bogotá.

## Escarcha
Escarcha fue un grupo musical de género femenino nacido del programa Popstars realizado por el Canal Caracol en Colombia, con el cual se buscaban cinco jóvenes para integrar un grupo. Actualmente el grupo está disuelto.
Su grupo dio su primer concierto el 19 de octubre de 2002 y alcanzó un volumen de ventas de 20.000 copias de sus discos en su primer día y más de 70.000 en las tres primeras semanas en que salieron a la venta. Trabajaron con el respaldo de la cadena Caracol y de Sony. Tuvieron dos CD titulados Escarcha y Siempre Hay Algo Más, con temas de compositores como Kike Santander y José Gaviria, entre otros.

## Filmografía

### Televisión
| Año       | Título                    | Personaje                  | Canal              |
| --------- | ------------------------- | -------------------------- | ------------------ |
| 2024-2025 | Escupiré sobre sus tumbas | Marisol Lizcano            | Caracol Televisión |
| 2024      | Devuélveme la vida        | Imelda                     | Caracol Televisión |
| 2015-2016 | Celia                     | Participación especial     | Canal RCN          |
| 2011-2012 | 3 Milagros                | Luz Dary 'Negra' Landazuri | Canal RCN          |

## Programa y/o reality
| Año  | Título              | Rol          | Canal              |
| ---- | ------------------- | ------------ | ------------------ |
|      | Sin cédula          | Presentadora | Citytv             |
|      | Bichos Biches       | Presentadora | RCN Televisión     |
| 2006 | Latin American Idol | Participante | Sony Channel       |
| 2006 | Cromosomas          | Presentadora | Señal Colombia     |
|      | Otra forma          | Presentadora | Canal 13           |
|      | Empeiculate         | Presentadora | Citytv             |
|      | Franja metro        | Presentadora | Canal Capital      |
| 2002 | Popstars            | Participante | Caracol Televisión |

## Teatro
| Año  | Título                               | Nota                         |
| ---- | ------------------------------------ | ---------------------------- |
| 2014 | Avenida Q                            | Teatro Bellas Artes de Cafam |
|      | La tiendita del horror               | Teatro Nacional              |
| 2005 | El Espantapájaros que quería ser rey | RT Estudio                   |

## Radio
- La cama, Franja Musical, El Top 10 y Descargas 40 en Los 40 Principales
- HASHTAG en Coca-Cola FM Colombia emisora virtual.

## Discografía
Perteneció al grupo musical Escarcha (banda) que salió del reality show casatalentos del Caracol TV Popstars.
Escarcha 2002
- 1.Bum Bum
- 2.Son amores
- 3.Al Final
- 4.Ella y Yo
- 5.Es Por Ti
- 6.Ya No Quiero Más
- 7.Quiero ser
- 8.La Oportunidad
- 9.Es Tarde Ya
- 10.Eres Tu

Siempre hay algo más 2003
- 1.Ven sin Miedo
- 2.Volver a Creer
- 3.Yo llegare
- 4.Todo lo que Quiero
- 5.Solo Escucha mi Alma
- 6.Nada Parece Mejor
- 7.Dime
- 8.Dame Más
- 9.Déjate LLevar
- 10.Solo Tú Amor
- 11.Sé que hay algo más
- 12.El Blues del Pájaro